# Littérature grecque hellénistique
La littérature grecque hellénistique est la littérature grecque antique produite durant la période hellénistique. Cette époque commence à la mort d'Alexandre le Grand en 323 av. J.-C., avec l'émergence des royaumes fondés par ses généraux pour se partager l'empire qu'il a conquis, et se termine avec la soumission du monde grec par l'Empire romain à la fin du Ier siècle av. J.-C. Pendant l'époque hellénistique, les principaux centres de la vie culturelle et intellectuelle changent : alors qu'Athènes dominait largement la vie intellectuelle durant la période classique, la période hellénistique voit l'essor de plusieurs autres grands foyers culturels, en particulier à Alexandrie en Égypte, qui abrite notamment la bibliothèque d'Alexandrie, mais également en Asie mineure, dans les îles grecques et dans les capitales des royaumes hellénistiques. Cette période est marquée par l'intensification et la multiplication des échanges entre la culture grecque et les cultures voisines.

## Contexte de l'époque hellénistique

### Expansion et transformations du monde grec
Le roi macédonien Alexandre le Grand entre 336 et 323 av. J.-C. puis ses successeurs, les diadoques, et les souverains des dynasties qu'ils fondent, réalisent des conquêtes qui aboutissent à la fondation de nombreuses cités grecques en Asie mineure, en Égypte, dans l'ancien empire perse et jusqu'en Inde et en Afghanistan . Ces cités sont rarement fondées ex nihilo : elles s'enracinent en général dans les capitales des empires plus anciens (Babylone en Perse) ou des agglomérations préexistantes, mais elles y édifient des bâtiments et des monuments typiquement grecs (agoras, théâtres, gymnases où l’on s’entraîne à la fois aux choses de l’esprit et à celles du corps, stades, etc.). Ce mouvement d'urbanisation va de pair avec la création d'institutions politiques, administratives, économiques mais aussi culturelles : portiques, salles de conférences, bibliothèques, écoles. Ces institutions éducatives passent au premier plan et assurent la perpétuation de l'homme grec ; elles forment en même temps autant de vecteurs de diffusion de la culture grecque dans des régions du monde nouvelles. 
La langue grecque, autrefois parlée dans différents dialectes selon les régions, s'uniformise dans une langue commune, la koinè. Elle se diffuse dans l'entièreté du monde grec et est comprise partout. 
Dans le même temps, les communications s'intensifient, les voyages sont fréquents bien que longs et encore pénibles. Contrairement à ce que les historiens et les hellénistes ont cru dans la première moitié du XXe siècle, la vie politique des cités grecques et le sentiment d'appartenance à une communauté civique ne disparaissent pas avec la perte d'indépendance des cités grecques et la multiplication des royaumes, même si la démocratie n'y est plus aussi poussée que dans l'Athènes de l'époque classique et laisse un grand rôle aux notables jouant le rôle de bienfaiteurs. 
Les contacts entre la culture grecque et d'autres cultures très variées sont désormais nombreux et constants. Les conquêtes d'Alexandre et des souverains hellénistiques n'aboutissent pas à une fusion complète entre les cultures, même si cet aspect devient rapidement une des composantes de la légende d'Alexandre chez des auteurs comme Plutarque à l'époque romaine. Mais elles ne doivent pas non plus être confondues avec le colonialisme occidental des XIXe – XXe siècles. Si l'influence des Grecs sur les peuples « barbares » a toujours été tenue pour évidente, l'amélioration de notre connaissance des autres cultures et des travaux savants faisant coopérer des spécialistes de différentes aires culturelles ont montré que les cultures non-grecques ont elles aussi influencé l'hellénisme en retour. Les influences orientales ne furent profondes que dans le domaine religieux, tandis que dans les domaines intellectuel et artistique, comme pour la langue, le droit, et les institutions, la culture hellénistique se situe dans le droit prolongement de la culture grecque classique.
La ville de Rome exerce très probablement une influence sur le monde hellène dès la période hellénistique, avant la fin de la conquête des cités grecques par Rome, « mais cette influence n'est pas facile à mesurer ».

### Alexandrie

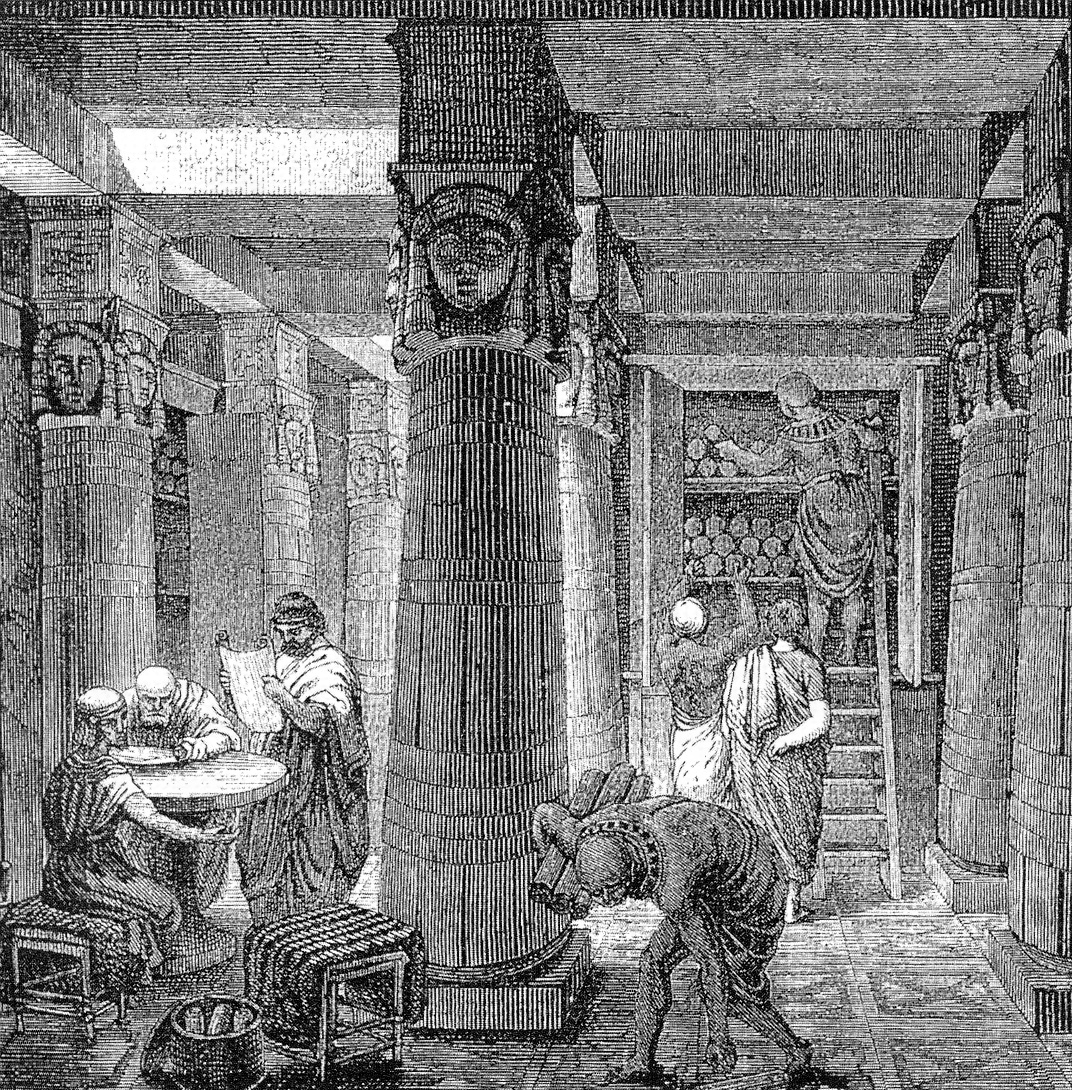
Vue d'artiste de l'intérieur de la bibliothèque d'Alexandrie sur une gravure du XIXe siècle.

Tandis que la vie intellectuelle de l'époque classique était dominée par la cité d'Athènes, la période hellénistique voit un déplacement des centres intellectuels vers plusieurs autres cités situées hors de Grèce centrale.
La ville d'Alexandrie, en Égypte, joue un rôle majeur. Les souverains lagides (les Ptolémée) entretiennent de nombreux intellectuels et artistes et mettent en place des institutions savantes qui prospèrent à la faveur de la stabilité de la situation politique. En 288 av. J.-C., Démétrios de Phalère, venu d'Athènes, prolonge la tradition des recherches scientifiques engagées dans presque tous les domaines du savoir par Aristote et ses disciples au Lycée ; c'est sur le modèle de l'organisation de cette école philosophique aristotélicienne qu’il fonde à Alexandrie, avec le soutien de Ptolémée Ier, le Mouseîon et la bibliothèque d'Alexandrie, qui deviennent à la fois des lieux d'archivage et de conservation du patrimoine culturel mondial et des lieux de vie intellectuelle intense.
La bibliothèque d'Alexandrie, qui fait partie du Mouseîon, se donne pour but de rassembler toutes les œuvres grecques ou traduites en grec produites jusqu'à son époque. Elle possède près de 500 000 rouleaux de papyrus au IIIe siècle av. J.-C. et 700 000 à la fin du Ier siècle av. J.-C. Le Mouséîon dispose en plus de la bibliothèque d'un parc zoologique, d'un observatoire astronomique et de salles de dissection. Son nom a donné en français le mot "musée" mais il est en réalité plus proche dans son fonctionnement de ce qu'est un centre de recherche ou un collège d'université au XXIe siècle, c'est-à-dire qu'il accueille des savants pour un certain temps et leur donne accès à un financement ainsi qu'à d'importants outils et ressources pour leur travail,.
Dotée de structures culturelles et savantes très avancées, Alexandrie attire ainsi des savants venus de tous les coins du monde hellénique et une foule d'artistes y séjournent au moins quelque temps. Les recherches menées à Alexandrie aboutissent à des avancées dans de nombreux domaines. C'est à la bibliothèque d'Alexandrie qu'est formalisé peu à peu le travail d'établissement, de critique et de commentaire savant des textes littéraires et scientifiques, avec le recours à des notes et à des références. Des avancées ont également lieu en mathématiques (Euclide), en astronomie (Aristarque de Samos, Ératosthène), en médecine (l'école de médecine encourage la pratique de la dissection sous l'influence des Égyptiens que leurs pratiques de momification ont habitués à ne pas éprouver de répugnance envers les cadavres ; elle rend possible les découvertes de médecins comme Hérophile et Érasistrate).
Le rôle de la ville d'Alexandrie ne se limite pas à la culture grecque : c'est également dans cette ville que Manéthon utilise les archives égyptiennes pour dresser une précieuse chronologie de l'histoire de l'Égypte pharaonique, et c'est là que les premiers livres de la Bible sont traduits en grec.

### Les autres centres intellectuels
Plusieurs autres grands centres intellectuels jouent un rôle important. C'est le cas des capitales des royaumes hellénistiques, en raison de la présence du roi qui attire à lui artistes et intellectuels et mène une activité de mécénat constante. Il en est donc ainsi à Alexandrie en Égypte, qui est la capitale du souverain lagide Ptolémée II, mais également dans d'autres villes comme Pella en Macédoine (capitale du roi Antigone II Gonatas, de la dynastie des Antigonides), Syracuse (capitale du tyran Hiéron II), Pergame (capitale du souverain attalide Eumène Ier) et même Tarse, qui connaissent un rayonnement important, particulièrement marqué au IIIe siècle, et jusqu'à la fin du Ier siècle av. J.-C. Elles imitent Alexandrie et se dotent à leur tour de bibliothèques. Pergame, en particulier, édifie elle aussi une vaste bibliothèque et attire des savants talentueux au IIe siècle av. J.-C.
Certaines îles grecques jouent également un rôle notable : Chypre, Rhodes (dont sont originaires les poètes Simmias et Apollonios) et Cos (qui dispose d'une école de médecine célèbre).
De son côté, Athènes n'a plus le rayonnement de l'époque classique, mais elle conserve un rôle notable en tant que lieu d'éducation pour les jeunes gens des élites cultivées et se distingue en matière de théâtre (avec les auteurs de la comédie nouvelle) et de philosophie.

### Rôle de la littérature et de l'auteur dans la société
Contrairement aux époques précédentes, où la polis, la cité-État propre à l'esprit grec, était le foyer qui accueillait l'auteur et ses textes, la littérature hellénistique cesse d'être politique et conscrite à la cité et devient proprement cosmopolite, destinée à tout le monde grec.
Les auteurs grecs de l'époque hellénistique sont des hommes de lettre professionnels, des intellectuels philologues. Ils pratiquent dans les grandes bibliothèques, nouveauté de l'époque, où sont concentrés les textes sur lesquelles portent leurs recherches, parfois scientifiques, parfois littéraires. Ces activités se concentrent donc dans des grandes villes, comme Alexandrie, mais également Pergame ou Antioche. Pour autant, ces villes accueillent des érudits venus de différents horizons (Théocrite et Archimède viennent de Sicile, Callimaque de Libye).
Ce ne sera qu'avec la montée de la puissance romaine et de son emprise sur les régions grecques que l'intérêt politique semblera renaître, par exemple avec Polybe qui s'interroge à partir de 167 av. J.-C. sur la politique romaine.

## Le théâtre

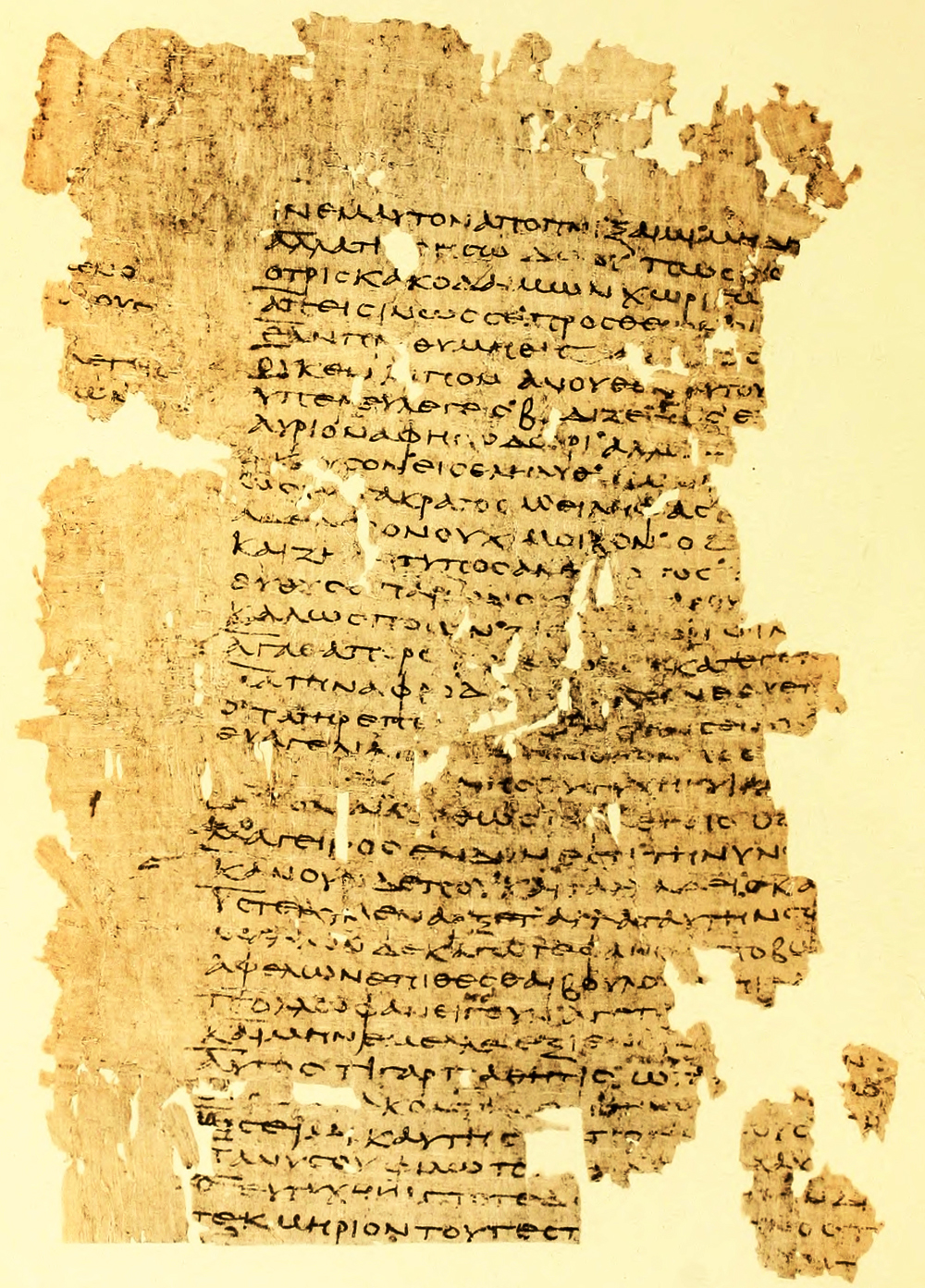
Les livres grecs antiques étaient faits de papyrus. Ici un fragment d'un papyrus d'Oxyrhynque montrant un passage d'une pièce de Ménandre.

Vers la fin de la période classique émerge à Athènes les genres de la comédie moyenne puis de la comédie nouvelle, qui s'écartent de la comédie ancienne illustrée par la plupart des pièces d'Aristophane (Aristophane lui-même contribue à faire évoluer la comédie vers la fin de sa carrière) en se désintéressant des sujets politiques jusque là prisés. Les intrigues de ces nouveaux genres comiques gravitent autour du cadre domestique et de l'observation des mœurs. Elles comprennent des éléments comme les enlèvements, les viols commis par des jeunes gens amoureux et les retrouvailles entre proches longtemps perdus de vue. Le costume rembourré muni d'un phallus postiche, typique de la comédie ancienne, est peu à peu remplacé par un costume plus proche de l'habit réel porté par les Athéniens. Le chœur y joue également un rôle réduit.
Le dramaturge grec Ménandre (né en 342-341 av. J.-C., mort vers 292 av. J.-C.) vit à la fin de la période classique et au début de la période hellénistique. Il compose des comédies appartenant à ce nouveau genre. Ménandre aurait composé plus d'une centaine de pièces, en grande majorité perdues. Pendant longtemps, il n'a été connu que par de maigres fragments, mais la redécouverte de fragments beaucoup plus longs dans les années 1960 a permis de mieux connaître plusieurs de ces pièces, comme Le Dyscolos (Le Bourru) qui a été retrouvée en entier, ainsi que d'autres comme La Double Tromperie ou Le Sicyonien.
D'autres auteurs de l'époque, comme Philémon (mort vers 263 av. J.-C.) ou Diphile, rivalisent avec Ménandre ; leurs pièces sont perdues et nous ne les connaissons qu'indirectement par l'intermédiaire d'adaptations libres faites par des auteurs latins.
La comédie nouvelle remporte un succès restreint à la fin de la période classique, mais devient le genre comique favori pendant la période hellénistique. En parallèle à l'émergence de ce nouveau genre, les pièces plus anciennes, déjà considérées comme des classiques, sont rejouées.
L'organisation matérielle des pièces de théâtre change elle aussi : durant la période hellénistique, les acteurs se regroupent en associations professionnelles qui peuvent devenir puissantes lorsqu'elles bénéficient du soutien d'un souverain qui les charge d'organiser des représentations théâtrales, des fêtes ou des processions. Les thiases, organisations liées au dieu Dionysos, sont un exemple de ce type d'organisation.

## Les écoles philosophiques
La philosophie, qui avait connu une grande activité à Athènes à l'époque classique avec Socrate, Platon et Aristote, continue de s'épanouir durant les siècles suivants, permettant ainsi à Athènes de rester un centre intellectuel du monde hellénistique. Les écoles philosophiques s'y organisent autour d'un chef (le scholarque), de maîtres et d'élèves pour enseigner la doctrine de leur fondateur.
La pensée philosophique évolue en accord avec les conditions politiques et le cosmopolitisme de l'époque. En effet, même s'ils enseignent à Athènes, les philosophes ne sont pour la plupart pas originaires de cette ville (Aristote déjà était de Macédoine) et sont souvent des affranchis. La réflexion s'éloigne alors des considérations de la cité et de la démocratie et s'interroge plutôt sur les moyens d'atteindre une autonomie individuelle et une tranquillité intérieure dans un monde extérieur en proie aux désordres.

### L'Académie
L'Académie, fondée par Platon, tire son nom du lieu qu'elle occupe dans la ville, les jardins du héros Académos. Ses successeurs seront plus ou moins fidèles à la doctrine de Platon. On distingue ainsi l'Ancienne Académie, jusqu'en 268 av. J.-C., avec les quatre premiers scholarques, de la Nouvelle Académie, à partir de Arcésilas. Ce dernier enseigne que l'on ne peut connaître la vérité mais seulement ce qui est vraisemblable, doctrine à l'origine du scepticisme, qui sera développée à partir de 156 av. J.-C. par le scholarque Carnéade.

### Le Lycée
L'école du Lycée est fondée par Aristote. Ses disciples sont appelés les péripatéticiens, les promeneurs. Son premier successeur, Théophraste, s'illustre dans tous les domaines qu'étudia son maître : métaphysique, physique, sciences naturelles, poésie, rhétorique et morale. Il est connu pour son œuvre moraliste, Les Caractères, où il dresse le portrait de différents types moraux (le bavard, le superstitieux, le médisant, etc.). Par la suite, cette école continuera donc un enseignement plus porté sur la science et l'érudition. Straton de Lampsaque, le deuxième scholarque, sera précepteur de Ptolémée II, le deuxième souverain du royaume hellénistique d'Égypte qui fondera le musée et la bibliothèque d'Alexandrie.

### L'école cynique
L'un des plus célèbres cyniques est Diogène, qui s'opposa à toutes les conventions et tous les conforts. Certains des successeurs du cynisme sont Bion, auteur de Diatribes ou Ménippe, qui s'est illustré dans la satire et qui inspirera ainsi Varron, Horace et Lucien.

### Le stoïcisme et l'épicurisme
Deux grandes écoles philosophiques apparaîtront ensuite : l'épicurisme et le stoïcisme.

## La poésie alexandrine
La poésie alexandrine, qualifiée ainsi car elle est produite majoritairement à Alexandrie, se nourrit d'érudition et recherche le lyrisme et la perfection de la forme, dans des sujets courts. Les Ptolémée, qui régnaient sur la ville d'Alexandrie, capitale de leur royaume, avaient fondé le Musée, foyer par excellence de cette création poétique.
Un temps à la tête de la bibliothèque d'Alexandrie, Callimaque est un poète officiel de la cour éduqué dans les sujets anciens et les styles classiques.
Apollonios de Rhodes naît à Alexandrie dans la première moitié du IIIe siècle av. J.-C. Selon les auteurs antiques, il aurait été l'élève de Callimaque, dont il suit l'exemple en devenant à son tour poète. Il s'écarte cependant de l'esthétique de Callimaque pour composer dans les années 250-240 un poème long, les Argonautiques, qui relate le mythe grec de la quête de la Toison d'or par les Argonautes. Les sources grecques antiques insistent sur la différence voire la rivalité entre Callimaque, partisan des poèmes courts, et Apollonios, partisan des poèmes longs, qui se seraient opposés au cours d'une violente controverse littéraire. C'est cette controverse, et le mauvais accueil réservé dans un premier temps aux poèmes d'Apollonios, qui aurait abouti à l'exil d'Apollonios pour la ville de Rhodes. Les chercheurs actuels ont tendance à prendre de la distance vis-à-vis de ces informations, d'autant que l'esthétique d'Apollonios de Rhodes et celle de Callimaque restent assez proches. Les Argonautiques comprennent presque 6000 vers, ce qui équivaut à environ la moitié de l’Odyssée. Dans leurs grandes lignes, elles restent situées dans la tradition homérique : l'épopée reprend un sujet mythologique déjà bien connu par des sources plus anciennes et déploie un récit de longue haleine. Cependant, Apollonios ne se contente pas d'imiter servilement les épopées plus anciennes. Il infléchit l'esthétique épique : il compose un poème érudit regorgeant d'informations sur des légendes locales précisément ancrées dans la géographie du monde connu à son époque, des fondations de villes et des étiologies variées. Il insère de nombreuses scènes de genre dans le récit, montre un héroïsme collectif plus qu'individuel (Jason n'a pas l'importance d'Achille ou d'Ulysse) et il donne plus de place aux passions amoureuses. C'est aussi une célébration de la culture hellénique : l'expédition des Argonautes est présentée comme une quête panhellénique, composée de héros et d'héroïnes venus de toutes les régions de la Grèce, et elle affirme le modèle culturel grec partout où elle passe, jusqu'en Colchide où se trouve la toison d'or.
De cette même période, Théocrite est l'auteur de plusieurs mimes et idylles. D'autres poètes de ce même milieu sont Lycophron, Hérondas et des auteurs de poésie didactiques, comme Aratos de Soles l'astronome et Nicandre de Colophon le médecin.

## La rhétorique
L'étude de la rhétorique de l'époque hellénistique est rendue plus difficile par la perte de nombreux textes : pour la période allant du IVe siècle av. J.-C. au Ier siècle apr. J.-C., aucun discours d'orateur grec n'a été conservé en tradition directe jusqu'à nos jours, et très peu de choses ont été conservées sur les traités rhétoriques antérieurs au Ier siècle av. J.-C. Il faut donc utiliser les fragments, les témoignages indirects, les textes des auteurs latins, l'épigraphie et la papyrologie pour arriver à se faire une idée de la rhétorique de cette époque. En dépit de ces lacunes, il est manifeste que le genre de la rhétorique subit des changements profonds liés à la diffusion de l'hellénisme sur un large territoire, aux contacts avec Rome et aux progrès de l'élaboration théorique du genre. 

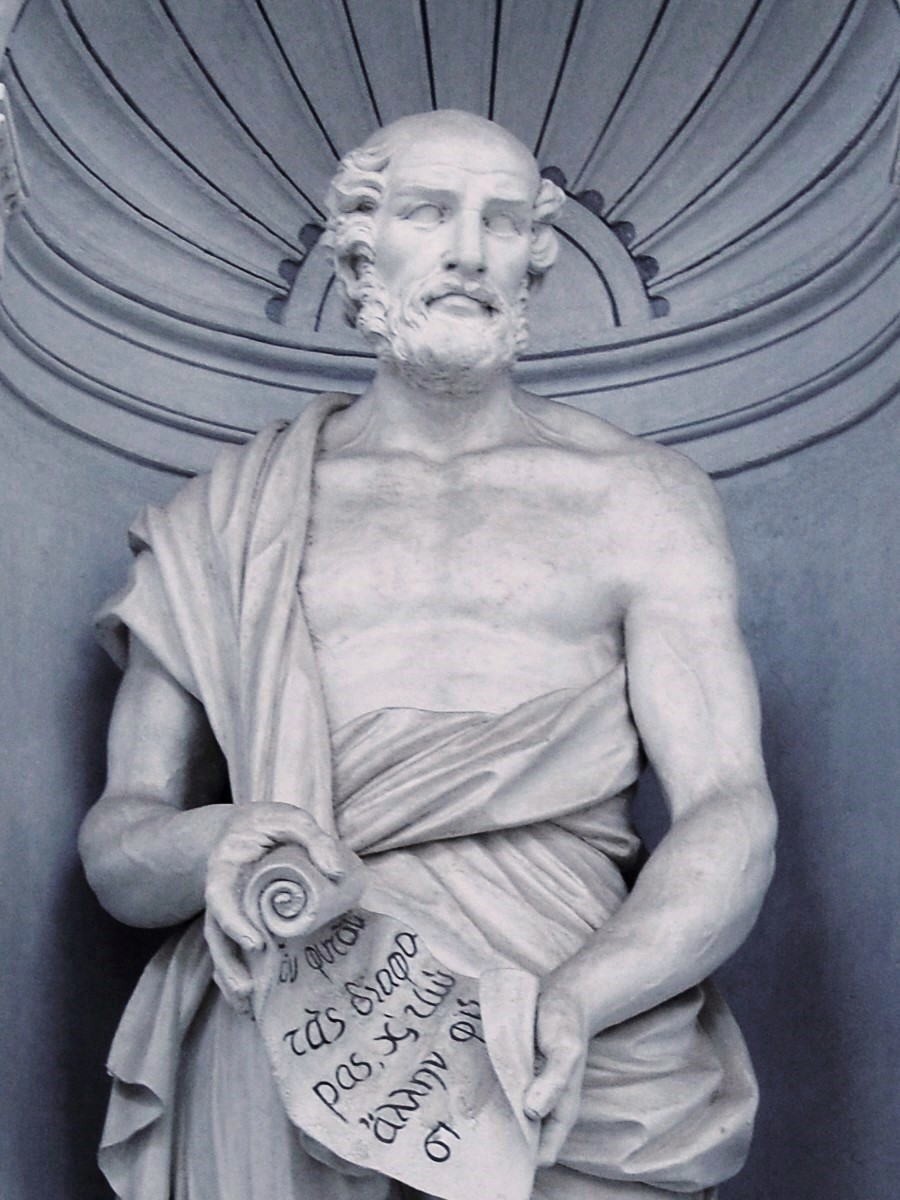
Statue moderne de Théophraste, auteur d’une Histoire des plantes, au jardin botanique de Palerme, en Sicile.

La rhétorique se constitue en un système théorique : des traités opèrent un classement des styles, des genres, des tropes, c'est-à-dire des figures de rhétorique, notamment les figures de style. Le philosophe athénien Théophraste (370-285 av. J.-C. environ), élève d'Aristote, compose une vingtaine de traités sur divers aspects de la rhétorique, tous perdus malheureusement ; le plus connu était Du style. Après lui, Démétrios de Phalère, élève des deux précédents, qui compte parmi les fondateurs de la bibliothèque d'Alexandrie en Égypte, compose également un traité Du style. Citons également Athènaios, qui s'intéresse aux figures de style au IIe siècle av. J.-C.. De son côté, Hermagoras de Temnos (IIe siècle av. J.-C.) travaille sur l'argumentation, en particulier pour les discours judiciaires, et introduit la notion de « question rationnelle » (en grec ancien λογικὸν ζήτημα / logikòn zḗtēma) afin de décomposer chaque affaire judiciaire en une série de raisonnements que l'orateur peut alors développer dans son discours pour convaincre son auditoire. Ce système, largement repris et discuté de son vivant et après lui, est récapitulé par Quintilien au Ier siècle. Les techniques mnémotechniques, destinées à faciliter l'apprentissage par cœur des discours par les orateurs, étaient déjà connues aux siècles précédents : elles sont approfondies par des auteurs tels que Charmadas et Métrodore de Scepsis, qui vivent aux IIe et Ier siècles av. J.-C..
La période est marquée par des contacts accrus entre rhétorique et philosophie, contacts de nature très variable selon les écoles et courants philosophiques et les auteurs.
L'éloquence continue à jouer un rôle important dans la vie des cités grecques tout au long de la période hellénistique, contrairement à ce qu'avaient d'abord cru les hellénistes du XIXe siècle, qui pensaient que Démosthène avait été le dernier grand orateur ; les travaux d'hellénistes comme Louis Robert permettent de corriger cette erreur dans la première moitié du XXe siècle en s'aidant notamment des témoignages indirects fournis par l'épigraphie. Bien que les textes des discours soient perdus, on connaît plusieurs dizaines de noms d'orateurs grecs de cette période, par l'intermédiaire de témoignages, de citations et d'inscriptions. Aux IVe et IIIe siècles av. J.-C., plusieurs orateurs athéniens, comme Démocharès, Cléocharès ou Charisios, prolongent la tradition des orateurs attiques. Aux IIIe et IIe siècles av. J.-C., de nombreux hommes politiques s'illustrent par leur éloquence dans les débats et les nombreux conflits que traversent les cités grecques : nous les connaissons grâce à des mentions faites par des auteurs comme Polybe et le Romain Tite-Live. Aux IIe et Ier siècles av. J.-C., on connaît des orateurs comme Hybréas de Mylasa ou encore Potamon de Mytilène (ce dernier vit au Ier siècle av. J.-C.). L'épigraphie permet de se faire une idée assez précise du contenu de certains discours en étudiant les inscriptions légales ou commémoratives.

## La géographie
Les écrits en prose portent sur des sujets savants de plus en plus précis et techniques. Ainsi, en géographie, les périples de Pythéas et de Pausanias le Périégète (auteur de récits de voyage et de descriptions géographiques), et les recherches sur la géographie par Eratosthène et Posidonius.

## L'histoire
De même, divers genre historiques apparaissent, tels les histoires de grands hommes (multiples Histoires d'Alexandre) puis des histoires locales, de la Grèce ou de peuples barbares (Lycie, Égypte).

### Polybe et l’Histoire romaine
Polybe est l'un des tout premiers historiens grecs à écrire l'histoire récente de la conquête romaine. Né en 200 av. J.-C. et mort vers 118 av. J.-C., il est directement impliqué dans les événements qui entourent la conquête de la Grèce par Rome, où il est emmené prisonnier après la défaite de la ligue achéenne face aux légions de Lucius Mummius Achaicus et la destruction de Corinthe en 146 av. J.-C. Passé au service des Romains, Polybe élabore une Histoire romaine qui l'occupe pendant tout le reste de sa vie. Elle commence avec la période des guerres puniques entre Rome et Carthage et court au départ jusqu'à la bataille de Pydna en 168 av. J.-C. (mais Polybe étend son sujet au fil de son propos et évoque aussi des événements postérieurs, dont la destruction de Corinthe). Sa principale originalité est de couvrir l'ensemble des événements du monde connu, sans se cantonner à une région ou à la vie d'un homme célèbre. Polybe rédige ainsi une histoire universelle détaillée qu'il structure fortement en fonction d'une théorie historique développée qui considère que les événements survenus dans différentes parties du monde sont liés entre eux par des réseaux de causes et de conséquences. Son ouvrage est très favorable à Rome, qu'il considère comme un empire dont la domination est inévitable et indépassable. En dépit de ses limites, son Histoire romaine reste une source très précieuse pour l'histoire ancienne et a été considérée comme l'un des précurseurs des méthodes historiques contemporaines.

## Supports matériels et pratiques d'écriture, de lecture et de commentaire
La forme matérielle du livre grec change peu par rapport aux changements qui avaient été initiés en Attique au IVe siècle av. J.-C. Il se compose toujours d'un ou plusieurs rouleaux de papyrus sur lesquels le texte est écrit à la main, à l'encre, à l'aide d'un calame, sous forme de colonnes dans le sens de la largeur du rouleau. L'écriture grecque elle-même se modifie en partie : elle s'écarte de la graphie des lettres utilisée auparavant pour les inscriptions (sur pierre, bronze ou céramique) et élabore ses propres variantes destinées à rendre le tracé des lettres plus rapide avec le calame : c'est ainsi qu'apparaissent des graphies comme le sigma lunaire pour le sigma, le epsilon à trait courbe, le oméga minuscule, etc.
En revanche, de nombreuses innovations améliorent la mise en page des textes, leur lisibilité et leur clarté pour les lecteurs, grâce aux travaux des savants de la bibliothèque d'Alexandrie qui amènent de nombreux progrès en matière de philologie. La première innovation est l'apparition des systèmes d'appels et note et des signes indiquant des problèmes dans le texte. Afin de rendre possible un travail très précis d'établissement du texte, de critique et de commentaire savant, les éditions scientifiques des textes classiques élaborées à Alexandrie prennent le parti d'écrire les commentaires sur des rouleaux différents, là où les éditions plus anciennes faisaient alterner texte et commentaire sur un même rouleau ; et ces éditions nouvelles mettent au point des systèmes de signes ajoutés en marge à gauche de chaque colonne de texte afin de servir de renvois au texte du commentaire : c'est l'apparition du système des appels de notes et des références. Ce système est d'abord utilisé pour les éditions des poèmes homériques (Iliade et Odyssée) puis est adapté pour les œuvres de Platon et d'autres auteurs. Les signes ajoutés en marge permettent en particulier de signaler un problème rencontré par les savants dans l'établissement du texte, soit parce que deux éditions qu'ils ont consultées présentent des différences à cet endroit, soit parce qu'ils ont condamné un passage qui leur a paru inauthentique (une interpolation, une répétition abusive, une interversion entre deux vers dans un poème, etc.). Le lecteur peut ainsi choisir entre une lecture continue du texte original ou une lecture attentive pendant laquelle il consulte les rouleaux de commentaire lorsqu'un signe le prévient d'un problème ou de la présence d'une note. Le respect du texte est tel que les passages douteux ou faux ne sont jamais supprimés mais simplement signalés et commentés avec des corrections, ce qui permet a posteriori de reconstituer l'état exact du texte dans les éditions successives sur plusieurs siècles.
C'est aussi à cette époque qu'apparaissent plusieurs signes diacritiques de l'alphabet grec utilisés dorénavant afin d'en faciliter la lecture : les esprits (esprit rude et esprit doux), les accents et les notations de longueur des syllabes, tous signes dont l'invention est attribuée à l'érudit Aristophane de Byzance. Ces signes, qui ne sont employés à l'époque qu'en cas d'ambiguïté, permettent de distinguer des mots qui s'écrivent par ailleurs de la même façon.
Le rassemblement d'un nombre croissant de livres dans les bibliothèques à l'époque hellénistique rend aussi nécessaire une interrogation sur le classement du savoir. La bibliothèque d'Alexandrie se dote ainsi d'un catalogue destiné à faciliter la consultation des œuvres. Il semble avoir été entamé par le premier directeur de la bibliothèque, Zénodote d'Éphèse, puis largement étoffé par Callimaque et Aristophane de Byzance. Le catalogue occupait à lui seul 120 rouleaux de papyrus.
Ces pratiques sont permises par la coordination de différentes conditions matérielles, dont la montée de la place du livre et de l'écrit (même si la culture de l'oralité, par le banquet par exemple, conserve son importance). Elles mènent également à une interpénétration des pratiques de lecture, d'écriture littéraire et de commentaire savant.

## Postérité
La littérature de l'époque hellénistique, bien que moins féconde en œuvres conservées jusqu'à nous, est donc mal représentée. Cependant, au-delà des textes, cette époque a été un apport majeur pour la littérature grecque et son histoire.
En effet, elle a participé à fixer le texte des productions littéraires des époques précédentes. C'est par exemple à cette époque que l’Iliade et l’Odyssée d'Homère sont organisées en 24 chants et de même les Histoires d'Hérodote en 9 livres. Le texte des épopées homériques est également fixé à cette époque-là dans la forme que nous connaissons. Hormis les découvertes de la papyrologie, tous les textes de la Grèce Antique, donc ceux connus du Moyen Âge jusqu'au XIXe siècle, nous ont été transférés grâce aux grammairiens alexandrins. De plus, appliquant la méthode scientifique et l'érudition à la littérature, les savants hellénistiques ont apporté des pratiques nouvelles de commentaires, références. Enfin, elle a développé des genres jusque là mineurs (comme la poésie bucolique et l'épigramme) qui inspireront grandement la littérature latine et, de là, la littérature occidentale.